# Tang Ven-cung kínai császár
Tang Ven-cung (809. november 20. – 840. február 10.) kínai császár 827-től haláláig.
Mu Cung császár fiaként született, és bátyja, I. Csing Cung halála után jutott a trónra. Sikertelen kísérletet tette az eunuchok hatalmának csökkentésére – gondosan kitervelt összeesküvései kudarcot vallottak. Ez vezetett az ún. "Édes harmat-incidens"-hez, amely során három fontos miniszterét, és több hivatalnokát meggyilkolták. Az eunuchok hatalma tovább nőtt, és még arra is vették a bátorságot, hogy egy nekik nem tetsző trónörököst megöljenek.
Venc Cung 13 évnyi uralkodás után 30 évese korában halt meg. Utóda fivére, Vu Cung lett a trónon.

## Lásd még
- A Tang-dinasztia családfája

| Előző uralkodó: I. Csing Cung | Kínai császár 827 – 840 | Következő uralkodó: Vu Cung |